# Battaglia della baia di Quiberon
La battaglia della baia di Quiberon del 1759 (bataille des Cardinaux per i francesi) fu una battaglia navale svoltasi presso la baia di Quiberon, vicino a Saint-Nazaire, di fronte al Golfo di Morbihan, il 20 novembre 1759 durante la guerra dei sette anni e vide lo scontro fra la flotta francese, al comando dell'ammiraglio Hubert de Brienne, conte di Conflans e quella britannica, comandata dall'ammiraglio Edward Hawke. La battaglia terminò con una netta vittoria della squadra navale britannica.

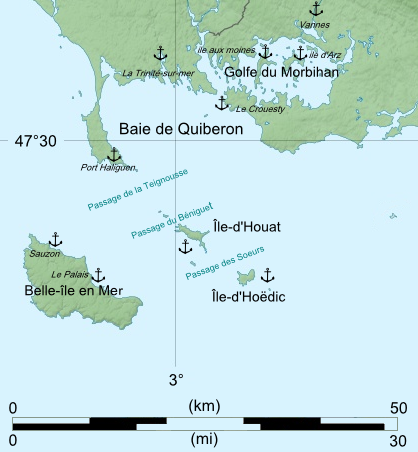
Carta della Baia di Quiberon

## Antefatto
Durante il 1759 gli inglesi mantennero un rigido blocco navale sulle coste francesi presso Brest. In quell'anno la Francia aveva progettato d'invadere Inghilterra e Scozia ed avevano accumulato navi da trasporto e truppe lungo l'estuario della Loira. La sconfitta della flotta francese del Mediterraneo presso Lagos, nell'agosto di quello stesso anno, aveva reso irrealizzabile il piano d'invasione, ma il Ministro degli Affari esteri francese Choiseul, era ancora convinto di poter invadere la Scozia e alla flotta francese fu ordinato di forzare il blocco britannico e raccogliere le navi da trasporto nel golfo di Morbihan.
Durante la prima settimana di novembre si levò una burrasca da ovest e, dopo tre giorni, le navi del blocco di Hawke dovettero ritirarsi a Torbay, sulla costa meridionale dell'Inghilterra. Al controllo dei trasporti francesi venne lasciato uno squadrone di cinque vascelli da 50 cannoni e nove fregate, al comando di Robert Duff.
Nel frattempo un piccolo squadrone francese proveniente dalle Indie Occidentali raggiunse Conflans e, allorché il giorno 14 si levò un vento da est, questi sgusciò via da Brest. Fu però avvistato dall'HMS Actaeon, che era rimasta a sorvegliare al largo di Brest nonostante la burrasca. Tuttavia questa non riuscì ad incontrarsi con la flotta di Hawke, che stava tornando da Torbay. La flotta di Conflans venne anche avvistata dalle HMS Juno e HMS Swallow, che tentarono di informare Duff, ma che furono apparentemente tagliate fuori dai francesi; anche la nave appoggio Love and Unity, che rientrava da Quiberon, avvistò i francesi alle 2 pomeridiane del giorno 15, a 70 miglia ad ovest di Belle Île. Essa incontrò Hawke il giorno successive e questi fece rotta verso Quiberon in una burrasca di Sud-sud-est. Intanto, la notte prima, la HMS Vengeance era arrivata nella baia di Quiberon per avvertire Duff, che si era quindi mosso con il suo squadrone, mentre infuriava una burrasca da oves-nord-ovest.

## La battaglia
Avendo combattuto contro vento sfavorevole, Conflans si era allontanato nella notte del giorno 19 per arrivare a Quiberon all'alba. A 20 miglia al largo di Belle Île egli avvistò sette navi dello squadrone di Duff. Resosi conto che non si trattava della flotta principale inglese, egli si mise in caccia. Duff disperse le sue navi verso nord e sud, inseguito dall'avanguardia e dal centro dello schieramento francese, mentre la retroguardia di quest'ultimo si trattenne controvento per sorvegliare delle strane vele che comparvero ad ovest. Le navi francesi interruppero la caccia ma erano ancora sparpagliate, allorché avvistarono la flotta di Hawke. La HMS Magnanime avvistò i francesi alle 8 e 30 e Hawke diede il segnale di raccolta.

Rotte delle flotte inglese e francese

Conflans si trovò di fronte ad una scelta: combattere in alto mare in una posizione sfavorevole con un forte vento da ovest-nord-ovest o raggiungere una posizione difensiva nella baia di Quiberon e sfidare Hawke a seguirlo nel labirinto di secche e scogliere. Verso le 9 Hawke diede il segnale di inizio dell'inseguimento, insieme ad un nuovo segnale per le prime 7 navi di formare una linea di fronte e, nonostante il cattivo tempo e le acque pericolose, viaggiare a vele spiegate. Alle 2.30 Conflans aveva aggirato Les Cardinaux, il gruppo roccioso all'estremità della penisola di Quiberon, che diedero il nome francese alla battaglia. I primi colpi furono uditi proprio in quel momento, anche se Sir John Bentley sulla Warspite sostenne che i suoi avevano iniziato il fuoco senza il suo ordine. Comunque gli inglesi stavano per sopraffare la retroguardia francese, anche la loro avanguardia e retroguardia si stavano mettendo al sicuro nella baia.
Proprio poco prima della 4 pomeridiane la francese Formidable, colpita, si arrese all'inglese Resolution, proprio mentre lo stesso Hawke stava doppiando Les Cardinaux. Intanto la Thésée aveva perduto il duello con la HMS Torbay ed era affondata, la Superbe catturata e la Héros, gravemente danneggiata, si sarebbe arenata sulle secche nella notte.
Intanto il vento era cambiato verso nord-ovest, creando ancor più confusione nella linea ancora formata a metà di Conflans, e si intralciarono a vicenda proprio di fronte alle navi di Hawke. Conflans tentò inutilmente di risolvere il pasticcio ed infine si decise di dirigersi nuovamente al largo. La sua nave ammiraglia, la Soleil Royal, si diresse verso l'ingresso della baia proprio mentre vi entrava Hawke con la sua HMS Royal George. Hawke vide l'opportunità di catturare l'ammiraglia nemica, ma la francese Intrépide si interpose e iniziò il fuoco. Intanto la Soleil Royal non riuscì a porsi sottovento e dovette gettare l'ancora al largo di Croisic, lontano dal resto della flotta francese. Al momento erano già le 5 pomeridiane ed era scesa l'oscurità, così Hawke ordinò di gettare le ancore.
Durante la notte otto navi francesi tentarono ciò che non era riuscito alla Soleil Royal, navigando attraverso le secche per raggiungere il mare aperto e fuggire a Rochefort. Sette navi e le fregate si rifugiarono nell'estuario della Vilaine, ma Hawke non osò attaccarle con il cattivo tempo. I francesi avevano gettato a mare cannoni ed affusti per alleggerirsi e sfruttarono l'alta marea per fuggire oltre il cordone litorale, allo sfocio del fiume Vilaine. 
Una di queste navi fece naufragio e ne rimasero sei, intrappolate dal blocco inglese per tutto il 1760, riuscendo a violarlo ed a raggiungere Brest tra il 1761 ed il 1762.
La nave francese Juste, gravemente danneggiata, fu perduta allorché tentò di risalire la Loira e 150 dei suoi marinai sopravvisse, e la HMS Resolution si arenò sulle secche durante la notte.

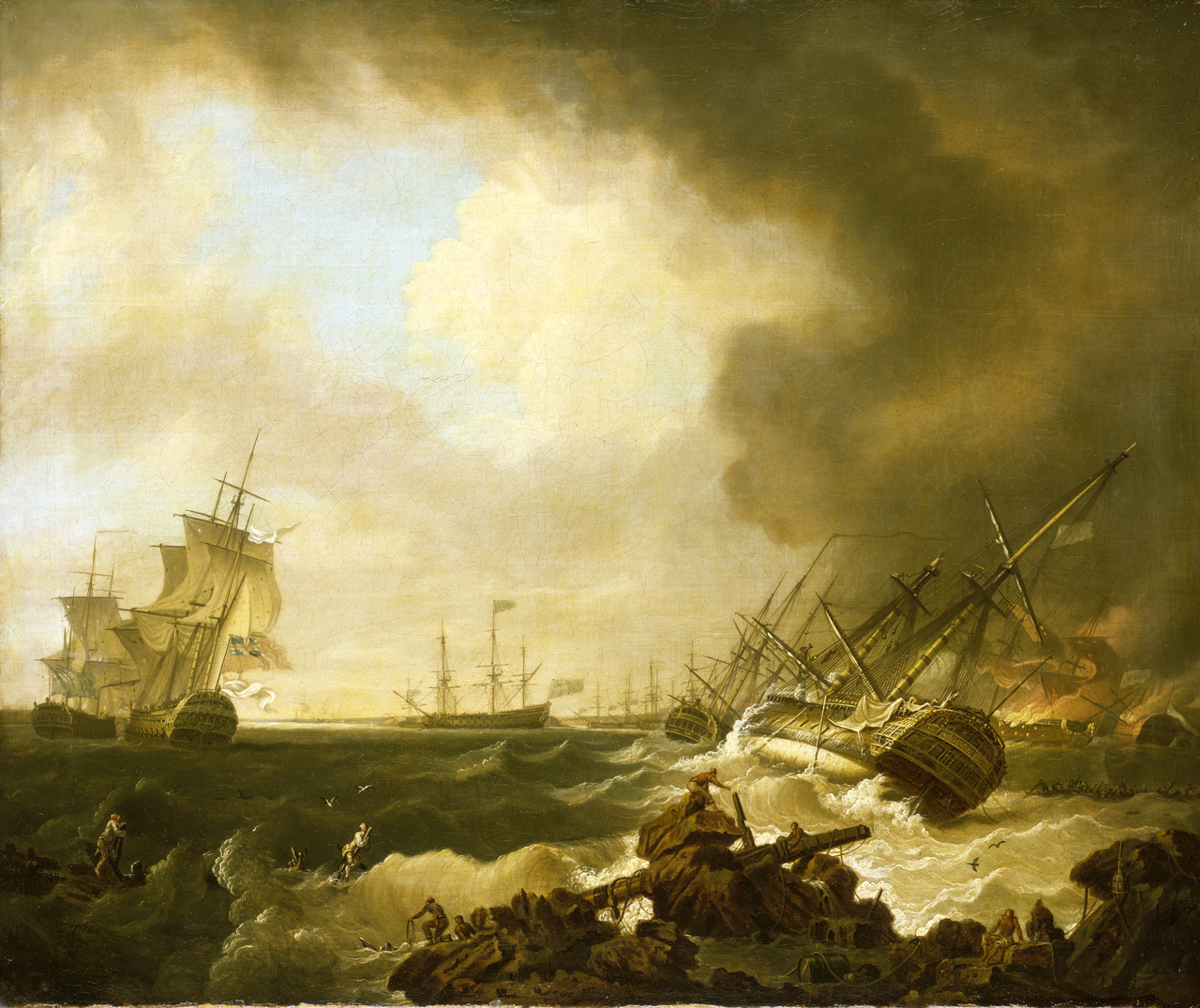
La battaglia della baia di Quiberon: il giorno dopo
(Richard Wright, 1760)

La Soleil Royal tentò la fuga per porsi sotto la protezione delle batterie di Croisic, ma la HMS Essex l'inseguì, con il risultato che entrambe naufragarono nelle secche oltre alla Heros. Il giorno 22 la burrasca si placò e tre delle navi dello squadrone di Duff furono inviate a distruggere le navi arenate. Conflans diede fuoco alla Soleil Royal mentre gli inglesi facevano altrettanto con la Heros, come si vede nel dipinto di Richard Wright. Hawke tentò di attaccare le navi riparatesi nell'estuario della Vilaine con dei brulotti, ma il tentativo fallì.

## Conseguenze
La potenza della flotta francese fu fortemente compromessa e non si riprese prima della fine della guerra; nelle parole di Alfred Thayer Mahan (L'influenza del potere navale nella storia), la battaglia del 20 novembre 1759 «…fu la Trafalgar di quella guerra […] la flotta inglese era ora in grado di agire contro le colonie della Francia e più tardi di quelle della Spagna, su scala molto maggiore che mai prima.» Per esempio la Francia non poteva approfittare della sua vittoria di Sainte-Foy del 1760, nella terra che è oggi il Canada, poiché là necessitava di rifornimenti e rinforzi dalla Francia, e così la battaglia della baia di Quiberon può essere vista come l'evento che determinò il destino della Nuova Francia e quindi del Canada.
La Francia sperimentò in seguito una stretta creditizia, poiché i finanzieri riconobbero che la Gran Bretagna poteva ora colpire a suo piacimento i commerci francesi e il governo francese dovette dichiarare l'insolvenza sul suo debito.